# 別所重宗
別所重宗（日语：／ Bessho Shigemune，1529年—1591年7月26日）是日本戰國時代至安土桃山時代的武將和大名。父親是別所就治。別名重棟。

## 生平
在享祿2年（1529年）出生，家中三男。元龜元年（1570年），在姪子長治（長兄安治的兒子）繼任家督後，與次兄吉親一同輔助長治。
永禄11年（1568年），率領別所一門加入被織田信長擁立而上洛的足利義昭之下等，在與信長採取協調路線的別所氏中擔當外交事務。但是此時與對信長和羽柴秀吉不滿的次兄吉親交惡，於是在家督長治反抗信長（三木合戰）時，持反對態度並成為浪人。
天正13年（1585年），被秀吉賜予但馬國内1萬5千石。後來作為秀吉的家臣參與九州征伐和小田原征伐。之後在堺隱居。

## 子孫
妻子是福島正則的姐姐，兒子正之成為正則的養嗣子（後來被廢嫡）。次子宗治（主水）以旗本身份仕於德川氏，在大坂之陣的天王寺岡山之戰中戰死。

## 登場作品
電視劇
- 軍師官兵衛（NHK，2014年，演員：佐戸井けん太）

## 外部連結
- 武家家伝＿別所氏（页面存档备份，存于）